# Idalmis Gato
Idalmis Gato Moya (ur. 30 sierpnia 1971 w Camagüey) – kubańska siatkarka, reprezentantka kraju, atakująca.
Trzykrotna mistrzyni olimpijska (1992 – Barcelona, 1996 – Atlanta i 2000 – Sydney).
W 1994 r. zdobyła złoty medal mistrzostw Świata.